# Rolandino de' Passaggeri
Rolandino de' Passaggeri, in latino Rolandinus Rodulphi de Passageriis (Bologna, 1215 circa – Bologna, 1300), è stato un giurista italiano.

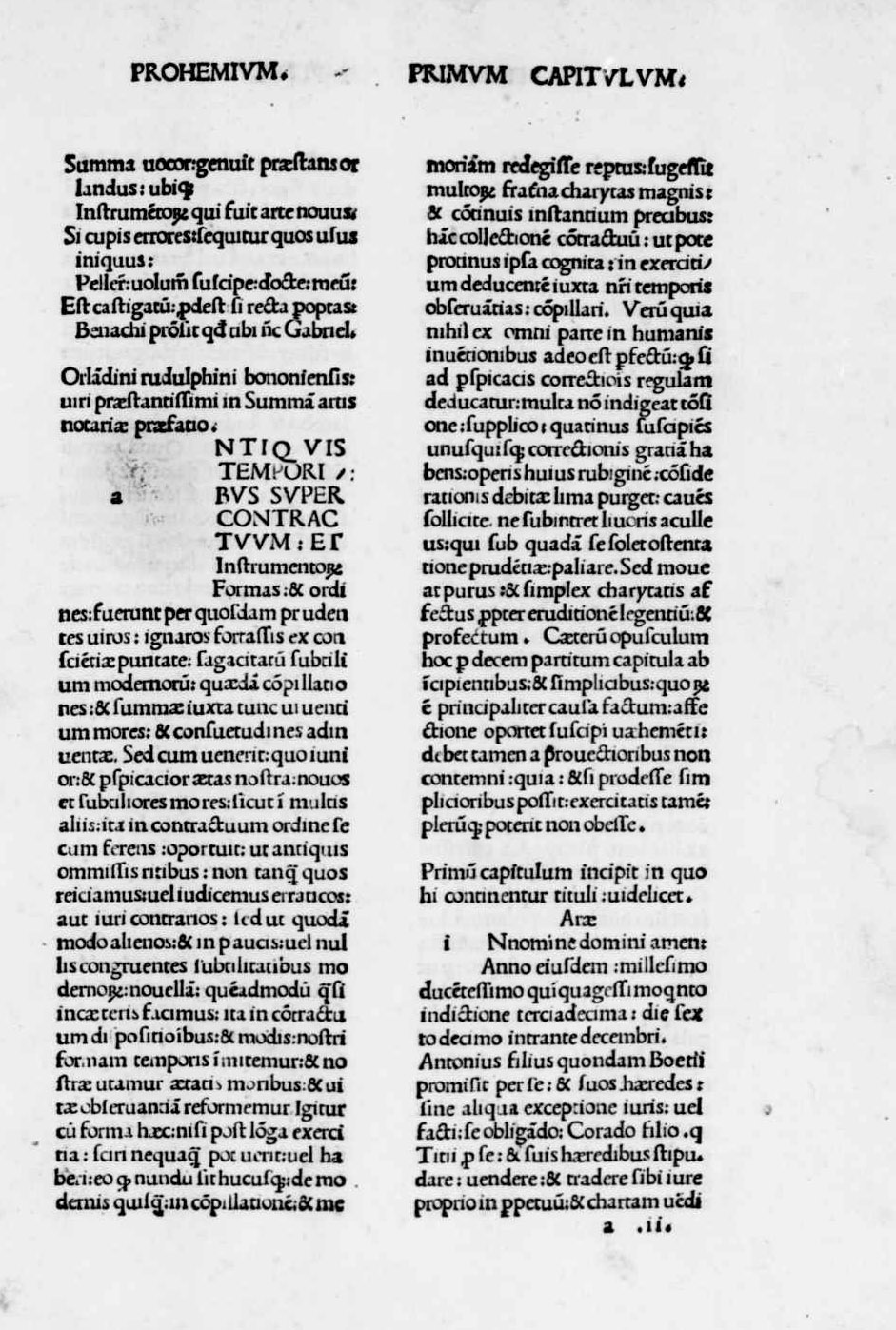
Summa artis notariae, edizione del 1480

Fu maestro di arte notarile nello Studio bolognese e uno dei più celebri giuristi medievali, la massima autorità nella scienza e tecnica del documento notarile, di cui rinnovò i formulari con rigore scientifico. Fu anche a capo della fazione guelfa bolognese e, con l'ascesa di quella, ebbe un discreto controllo della politica comunale in momenti tumultuosi.

## Biografia

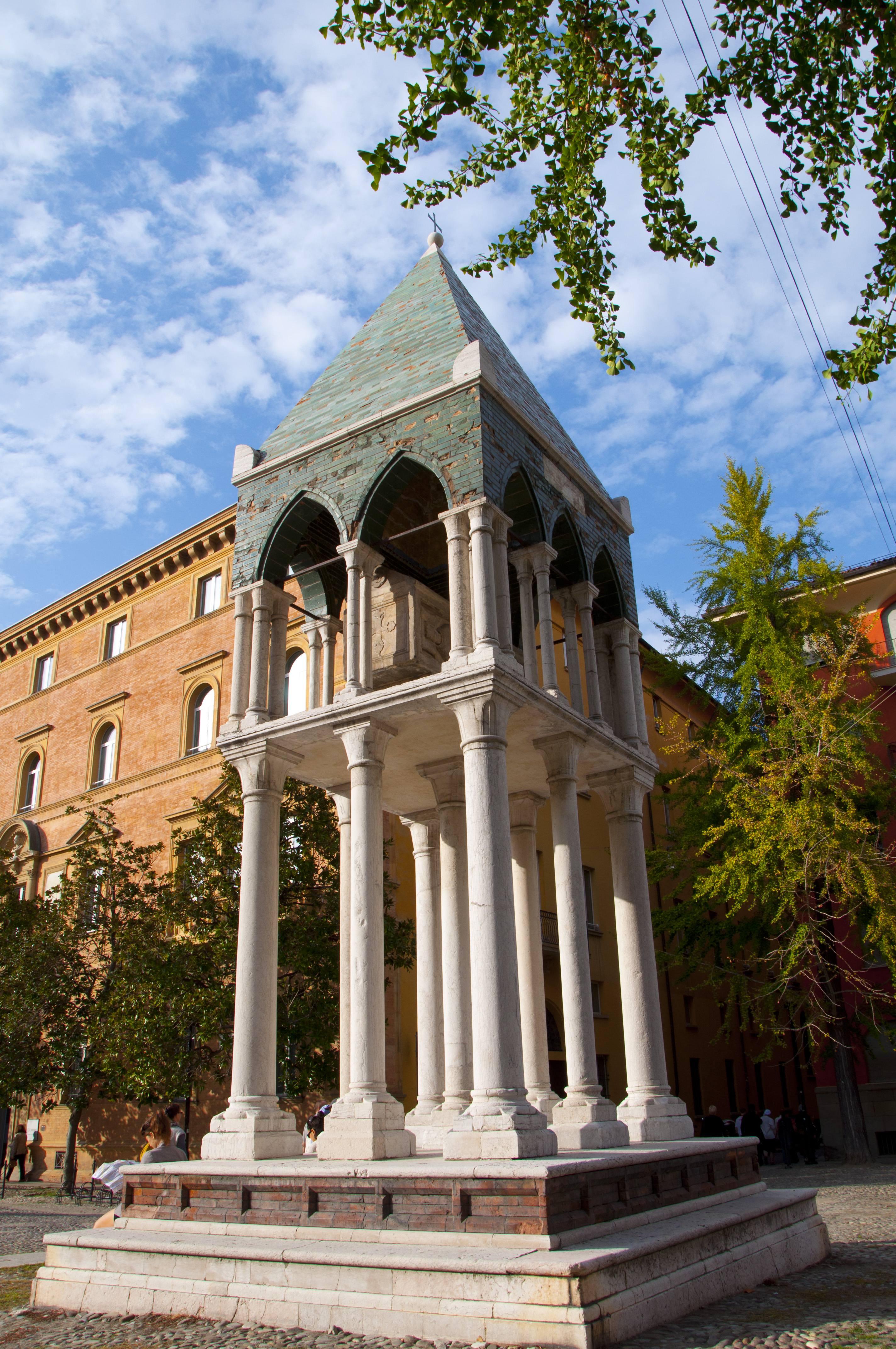
Arca sepolcrale di Rolandino in piazza San Domenico a Bologna

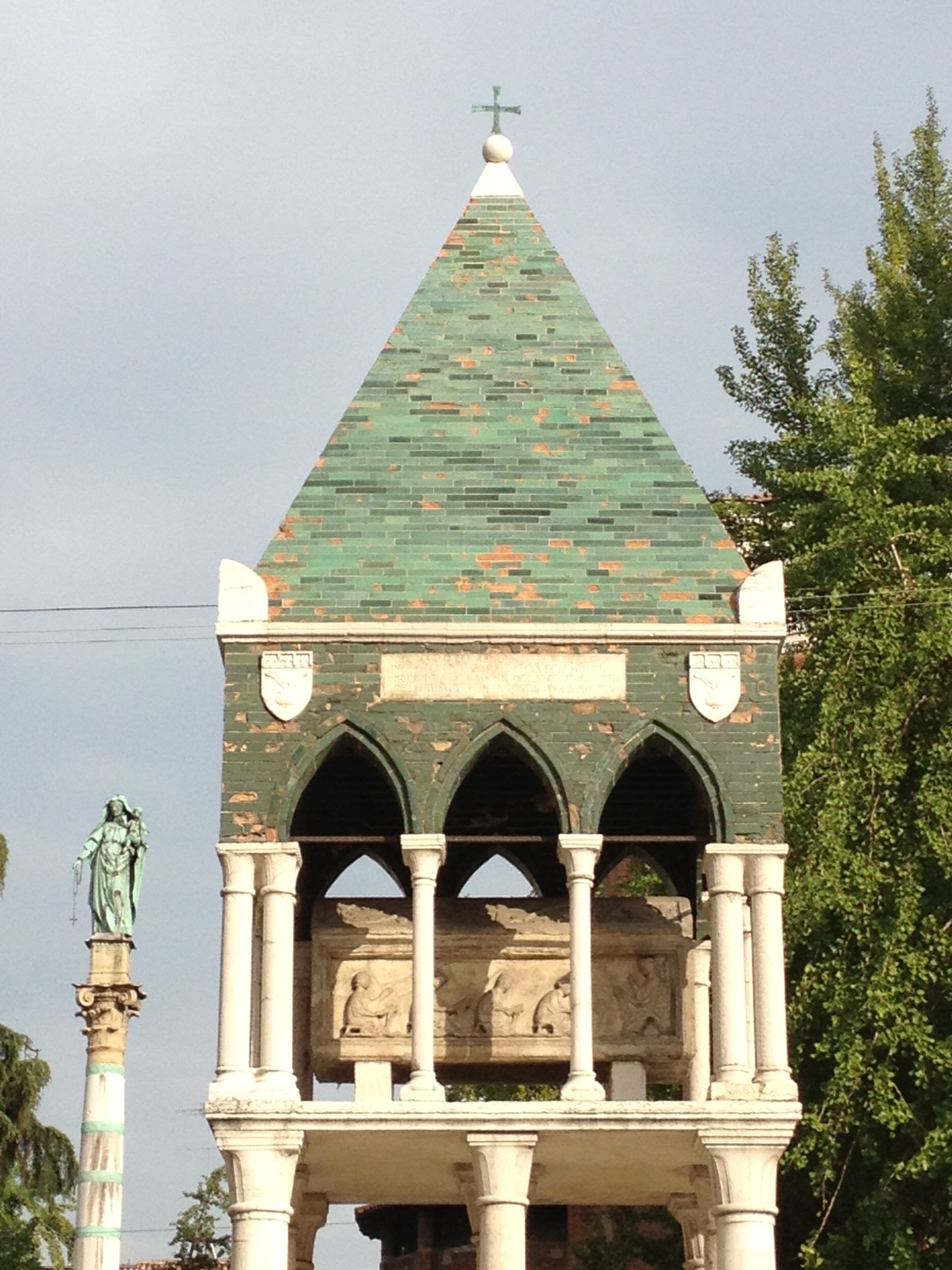
Arca sepolcrale di Rolandino, dettaglio con il sarcofago

Nacque a Bologna intorno al 1215, figlio di Rodolfino passagerius (ovvero doganiere) e di madre ignota. Il padre, immigrato dal territorio di Castel San Pietro, fu locandiere e poi esattore di dazi e gabelle, da cui il soprannome.
Rolandino esercitò per lungo tempo il notariato, arte alla quale si immatricolò nel 1234. Dal 1238 ricoprì cariche nella cancelleria del Comune bolognese e nel 1245 fu nominato notaio della corporazione dei banchieri e cambiatori, per la quale compilò gli statuti.
Dopo la vittoria ottenuta dai guelfi bolognesi nella battaglia di Fossalta (1249) e la conseguente cattura di re Enzo, Rolandino, in risposta all'imperatore Federico II che intimava ai bolognesi la liberazione del figlio Enzo, redasse in nome della città una lettera ispirata da sentimenti di libertà.
Nel 1255 pubblicò la sua grande Summa totius artis notariae: l'opera è divisa in quattro parti dedicate rispettivamente ai contratti, ai testamenti, agli atti giudiziali e alle copie e rinnovazioni degli atti. Chiamata per antonomasia la Rolandina (o Orlandina), la Summa ebbe larga diffusione in Italia e in Europa con numerose edizioni e traduzioni fino al XVII secolo ed è stato per lungo tempo il principale testo per lo studio dell'arte notarile. 
Attorno al 1281-83 Rolandino aggiunse alla Summa un commento (Aurora), proseguito poi da Pietro da Unzola (Aurora novissima).
Nel 1257 Rolandino fu uno dei quattro notai che redassero il Liber Paradisus, i provvedimenti adottati dal comune di Bologna per l'affrancazione dei servi della gleba. 
Sostenitore della politica antimagnatizia, cioè avversa all'oligarchia aristocratica di antica investitura imperiale, e vicino alla parte popolare, Rolandino capeggiò a Bologna la fazione guelfa dei Geremei negli scontri anche cruenti coi ghibellini che portarono alle cacciate dei Lambertazzi del 1274 e del 1279. 
Come “proconsole” della corporazione dei notai e console anziano perpetuo, fu poi uno dei compilatori degli Ordinamenti sacrati (1282) e degli Ordinamenti sacratissimi (1284) del comune di Bologna, nei quali si prevedevano una serie di disposizioni tendenti ad escludere dal potere il ceto aristocratico.
Rolandino scrisse anche due manuali di notariato, uno a uso dei notai di campagna (De officio tabellionatus in villis et castris) e uno sulla compilazione dei testamenti (Flos ultimarum voluntatum).
Morì nel 1300 ed è sepolto in una monumentale arca sepolcrale eretta nella piazza dedicata a San Domenico a Bologna.

## Opere

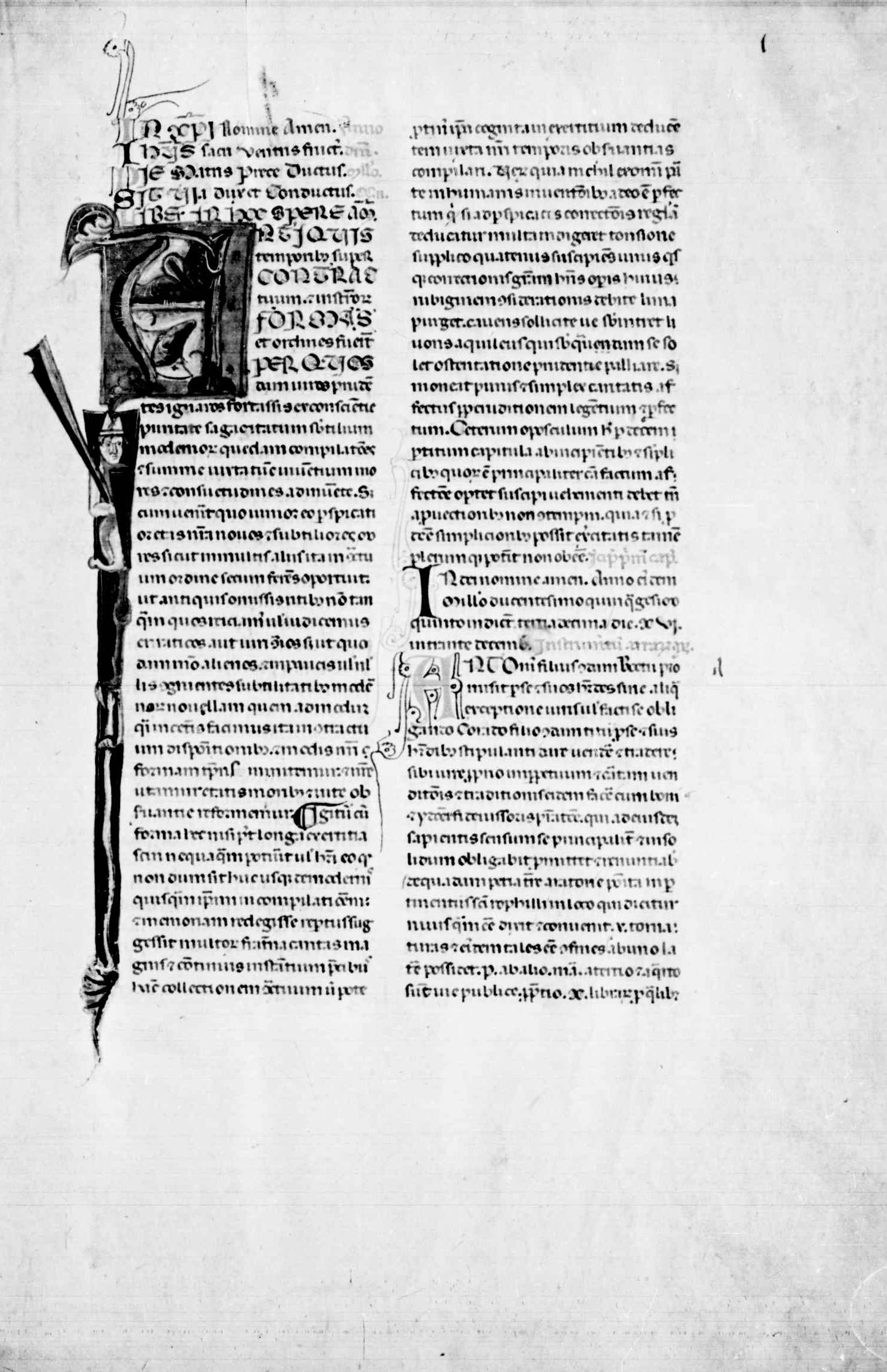
Ars notaria, manoscritto, XIII secolo. Cracovia, Biblioteca Jagellonica, Rękopisy, Ms. 458.

- Summa artis notarie
  -  Summa artis notarie, Lyon, 1565.
  - (LA) Summa artis notariae, Toscolano Maderno, Gabriele di Pietro, 1480.
  -  Summa artis notariae, Venetiae, 1489/99.
  - (LA) Summa totius artis notariae, Venezia, Lucantonio Giunta, 1546.
  - (LA) Summa totius artis notariae, Venezia, Francesco Bindoni & Maffeo Pasini, 1549.
- De officio tabellionatus in villis et castris
- Flos ultimarum voluntatum

### Manoscritti
- Aurora novella, correcta per Galfredum iurisconsultum, XIV-XV secolo, Roma, Biblioteca Vallicelliana, Fondo manoscritti, ms. R 25.
- Tractatus de officio tabellionatus, 1400-1407, Wien, Österreichische Nationalbibliothek, Codices (Altbestand), Cod. 4217 (antea Theol. 235),  ff. 45r-51v.
- Tractatus notularum, 1280, Firenze, Biblioteca Moreniana, Fondo Bigazzi, Bigazzi 133,  ff. 1-8v.
  -  Tractatus notularum, XIII secolo, Milano, Biblioteca Ambrosiana, Fondo manoscritti, ms. Y 98 sup.
  -  Tractatus notularum, XIII secolo, Milano, Biblioteca Ambrosiana, Fondo manoscritti, ms. D 62 inf.,  ff. 76r-86v.
  -  Tractatus notularum, XIV secolo, Assisi, Biblioteca Comunale, Fondo manoscritti, ms. 640,  ff. 5-147r.
- Ars notaria, 1280, Firenze, Biblioteca Moreniana, Fondo Bigazzi, Bigazzi 133,  ff. 9-26.
  -  Ars notaria, XIII secolo, Milano, Biblioteca Ambrosiana, Fondo manoscritti, ms. Y 98 sup..
  -  Ars notaria, XIII secolo, Kraków, Biblioteka Jagiellońska, Rękopisy, Ms. 458,  ff. 1-83.
  -  Ars Notaria, XIII secolo, Milano, Biblioteca Ambrosiana, Fondo manoscritti, ms. D 62 inf.,  ff. 1r-76r.
  -  Summa artis notariae, manoscritto Clm 14037, Italia, prima metà sec. XIV.
  -  Ars notaria, XV secolo, Torino, Biblioteca Nazionale Universitaria, Fondo manoscritti, ms. F.IV.10.
  -  Ars notaria, XV secolo, Torino, Biblioteca Nazionale Universitaria, Fondo manoscritti, ms. H.V.46.
- Ars notaria et instrumentorum exempla pro tabellionibus, XIII secolo, Firenze, Biblioteca Riccardiana, Fondo Riccardiano, Ricc. 762,  ff. 1r-47r.
- Flos ultimarum voluntatum, XV secolo, München, Bayerische Staatsbibliothek, Codices latini monacenses, Clm. 16102,  ff. 81-139.